# Gvanozin
Gvanozin je jedan od četiriju nukleozida. Spada u nukleozide purinskih baza zajedno s adenozinom. Gvanozin ulazi u sastav ribonukleinske kiseline.
Tvore ga baza gvanin i šećer riboza.
Gvanozinovi derivati su biološki važni nukleotidi, a po strukturi su analogni derivatima adenozina, drugog nukleozida purinske baze. U gvazinove derivate ubrajamo:
- gvanozin-monofosfat (GMP)
- gvanozin-difosfat (GDP)
- gvanozin-trifosfat (GTP)

Uloge:
- biosinteza RNK
- biosinteza bjelančevina na ribosomima
- prijenos hormonskih signala
- ostali stanični procesi